# ارتفاع (مصطلح)

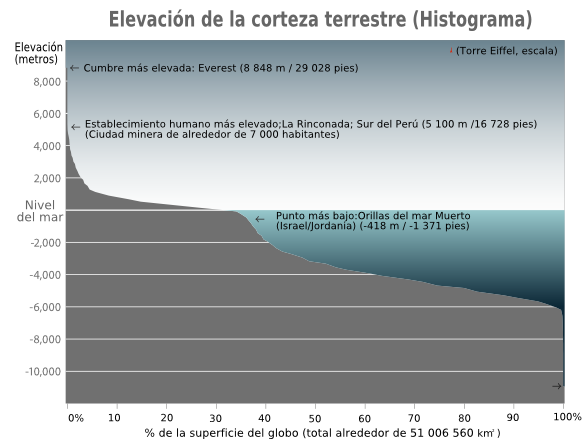

الارتفاع أو العلو أو الرُّهَاء هي كلمة تستخدم في سياقات الطيران والجغرافيا والهندسة الرياضية والرياضة وغيرها.
الارتفاع هو مقياس للمسافة العمودية (من الأسفل إلى الأعلى) بين نقطة مرجعية ونقطة أخرى أو جسم.
المسافة العمودية من الأعلى إلى الأسفل تدعى بالعمق.